# Рок (округ, Небраска)
Шаблон:StateAbbr_ 42°25′ пн. ш. 99°27′ зх. д. / 42.42° пн. ш. 99.45° зх. д.
Округ Рок (англ. Rock County) — округ (графство) у штаті Небраска, США. Ідентифікатор округу 31149.

## Історія
Округ утворений 1888 року.

## Демографія
За даними перепису 
2000 року 
загальне населення округу становило 1756 осіб, усе сільське.
Серед мешканців округу чоловіків було 843, а жінок — 913. В окрузі було 763 домогосподарства, 501 родин, які мешкали в 935 будинках.
Середній розмір родини становив 2,84.
Віковий розподіл населення поданий у таблиці:
| Стать    | До 15 років | 15-21 | 22-29 | 30-39 | 40-49 | 50-65 | 65-85 | Понад 85 |
| -------- | ----------- | ----- | ----- | ----- | ----- | ----- | ----- | -------- |
| Чоловіки | 165         | 73    | 73    | 86    | 157   | 137   | 132   | 20       |
| Жінки    | 151         | 79    | 62    | 94    | 147   | 141   | 181   | 58       |

## Адміністративний поділ
До складу округу входять:
- місто Бассет
- село Ньюпорт
- невключені території Дафф[en], Маріавілль[en], Роуз[en] і Сибрант[en].

## Суміжні округи
- Кі-Пего — північ
- Бойд — північний схід
- Голт — схід
- Лоуп — південь
- Браун — захід

## Виноски
1. ↑  US Decennial Census. US Census Bureau. Процитовано 11 грудня 2014.
2. ↑  Historical Census Browser. University of Virginia Library. Архів оригіналу за 11 серпня 2012. Процитовано 11 грудня 2014.
3. ↑  Population of Counties by Decennial Census: 1900 to 1990. US Census Bureau. Процитовано 11 грудня 2014.
4. ↑  Census 2000 PHC-T-4. Ranking Tables for Counties: 1990 and 2000 (PDF). US Census Bureau. Процитовано 11 грудня 2014.
5. ↑  State & County QuickFacts. Бюро перепису населення США. Архів оригіналу за 7 червня 2011. Процитовано 22 вересня 2013.(англ.) Наведено за англійською вікіпедією.
6. ↑  American FactFinder. Бюро перепису населення США. Архів оригіналу за 26 лютого 2012. Процитовано 31 січня 2008.

| США | Це незавершена стаття з географії США. Ви можете допомогти проєкту, виправивши або дописавши її. |